# 2-я гвардейская артиллерийская дивизия прорыва
2-я гвардейская артиллерийская Перекопская Краснознамённая, ордена Суворова дивизия прорыва Резерва Главного Командования — гвардейское формирование (соединение, гвардейская артиллерийская дивизия прорыва) артиллерии РККА ВС СССР, в Великой Отечественной войне и послевоенные годы.
Условное наименование — войсковая часть полевая почта (в/ч пп) № 25780.
Сокращённое наименование — 2 гв. адп РГК.

## История формирования

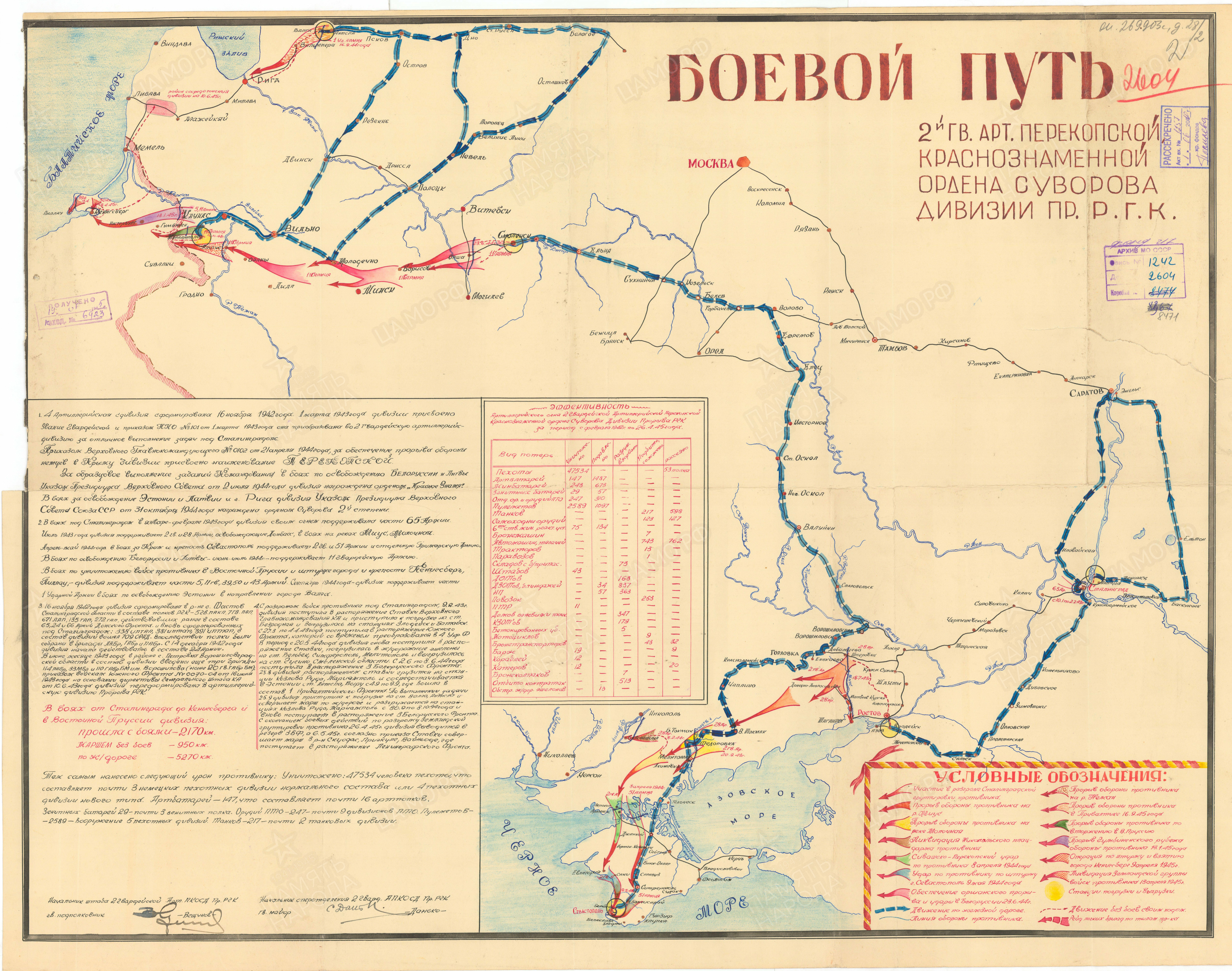
Боевой путь 2-й гвардейской артиллерийской дивизии прорыва

Дивизия была сформирована как 4-я артиллерийская дивизия РГК, на основании приказа НКО СССР № 00226 от октября 1942 года и приказа войскам Донского фронта № 0037 от 16 ноября 1942 года. Формирование управления дивизии проходило с 16 ноября по 3 декабря 1942 года в селе Фастово Сталинградской области.
- 5-й гвардейский армейский артиллерийский Краснознамённый полк РГК
- 7-й гвардейский армейский артиллерийский полк РГК
- 671-й армейский артиллерийский полк РГК
- 135-й гаубичный артиллерийский полк РГК
- 272-й гаубичный артиллерийский полк РГК
- 338-й лёгкий артиллерийский полк РГК
- 381-й лёгкий артиллерийский полк РГК
- 391-й лёгкий артиллерийский полк РГК
- 709-й отдельный разведывательный артиллерийский дивизион (1-го формирования) РГК
- 1859-я полевая почтовая станция

В период с 3 по 9 февраля 1943 года дивизия закончила доукомплектование и перешла на новое штатное расписание
- 6-я лёгкая артиллерийская бригада
  - 338-й лёгкий артиллерийский полк
  - 381-й лёгкий артиллерийский полк
  - 391-й лёгкий артиллерийский полк
- 14-я гаубичная артиллерийская бригада
  - 101-й гаубичный артиллерийский полк
  - 135-й гаубичный артиллерийский полк
  - 272-й гаубичный артиллерийский полк
- 3-я пушечная артиллерийская бригада
  - 5-й гвардейский пушечный артиллерийский полк
  - 7-й гвардейский пушечный артиллерийский полк
- 709-й отдельный разведывательный артиллерийский дивизион (1-го формирования) РГК
- 1859-я полевая почтовая станция

Приказом НКО СССР № 101 от 1 марта 1943 года 4-я артиллерийская дивизия вместе с входившими в её состав частями была преобразована во 2-ю гвардейскую артиллерийскую дивизию РГК. 28 марта 1943 года входящие в дивизию части также получили новую нумерацию.
- 4-я гвардейская лёгкая артиллерийская бригада (до 28.03.1943 6-я)[4]
  - 168-й гвардейский лёгкий артиллерийский полк (до 28.03.1943 338-й)
  - 202-й гвардейский лёгкий артиллерийский полк (до 28.03.1943 381-й)
  - 219-й гвардейский лёгкий артиллерийский полк (до 20.06.1943 391-й)
- 5-я гвардейская гаубичная артиллерийская бригада (до 28.03.1943 14-я)[4]
  - 204-й гвардейский гаубичный артиллерийский полк (до 28.03.1943 135-й)
  - 207-й гвардейский гаубичный артиллерийский полк (до 28.03.1943 272-й)
  - 101-й гаубичный артиллерийский полк
- 6-я гвардейская пушечная артиллерийская бригада (до 28.03.1943 3-я)[4]
  - 5-й гвардейский пушечный артиллерийский полк
  - 7-й гвардейский пушечный артиллерийский полк
- 15-й отдельный гвардейский разведывательный артиллерийский дивизион (до 28.03.1943 709-й)
- 873-й автотранспортный батальон[3]
- 533-я медико-санитарная рота
- 104-я полевая авторемонтная мастерская (с 15.07.1943)
- 1-й полевой хлебзавод
- 25780-я (1859-я) полевая почтовая станция
- 1790-я полевая касса Госбанка[5]

## Участие в боевых действиях
Период вхождения в действующую армию: 19 марта 1943 года — 9 мая 1945 года.

## В составе и состав
| Подчинение | Подчинение              | Подчинение                                     | Подчинение                        | Подчинение | Подчинение |
| Дата       | Фронт (округ)           | Армия                                          | Корпус                            | Состав | Примечания |
| ---------- | ----------------------- | ---------------------------------------------- | --------------------------------- | --- | --- |
| 01.03.1943 | Резерв Ставки ВГК       | -                                              | -                                 | 4-я гвардейская лёгкая артиллерийская бригада 5-я гвардейская гаубичная артиллерийская бригада 6-я гвардейская пушечная артиллерийская бригада | - |
| 01.04.1943 | Южный фронт             | 51-я армия                                     | -                                 | 4-я гвардейская лёгкая артиллерийская бригада 5-я гвардейская гаубичная артиллерийская бригада 6-я гвардейская пушечная артиллерийская бригада | - |
| 01.05.1943 | Южный фронт             | 51-я армия                                     | -                                 | 4-я гвардейская лёгкая артиллерийская бригада 5-я гвардейская гаубичная артиллерийская бригада 6-я гвардейская пушечная артиллерийская бригада | - |
| 01.06.1943 | Южный фронт             | 51-я армия                                     | -                                 | 4-я гвардейская лёгкая артиллерийская бригада 5-я гвардейская гаубичная артиллерийская бригада 6-я гвардейская пушечная артиллерийская бригада | - |
| 01.07.1943 | Южный фронт             | 51-я армия                                     | -                                 | 4-я гвардейская лёгкая артиллерийская бригада 5-я гвардейская гаубичная артиллерийская бригада 6-я гвардейская пушечная артиллерийская бригада 114-я пушечная артиллерийская бригада                                                                              | |
| 01.08.1943 | Южный фронт             | 2-я гвардейская армия                          | -                                 | 4-я гвардейская лёгкая артиллерийская бригада 5-я гвардейская гаубичная артиллерийская бригада 114-я пушечная артиллерийская бригада 20-я гвардейская гаубичная артиллерийская бригада БМ 33-я миномётная бригада                                                 | 6-я гвардейская пушечная артиллерийская бригада действовала в составе 51-й армии                                                                                                |
| 01.09.1943 | Южный фронт             | 2-я гвардейская армия                          | -                                 | 5-я гвардейская гаубичная артиллерийская бригада 6-я гвардейская пушечная артиллерийская бригада 33-я миномётная бригада | 4-я гвардейская лёгкая артиллерийская бригада 114-я пушечная артиллерийская бригада 20-я гвардейская гаубичная артиллерийская бригада БМ фронтового подчинения                  |
| 01.10.1943 | Южный фронт             | 2-я гвардейская армия                          | -                                 | 4-я гвардейская лёгкая артиллерийская бригада 5-я гвардейская гаубичная артиллерийская бригада 6-я гвардейская пушечная артиллерийская бригада 20-я гвардейская гаубичная артиллерийская бригада БМ 33-я миномётная бригада                                       | 114-я пушечная артиллерийская бригада действовала в составе 44-й армии |
| 01.11.1943 | 4-й Украинский фронт    | 51-я армия                                     | -                                 | 5-я гвардейская гаубичная артиллерийская бригада 114-я пушечная артиллерийская бригада 20-я гвардейская гаубичная артиллерийская бригада БМ 33-я миномётная бригада                                                                                               | 4-я гвардейская лёгкая артиллерийская бригада 6-я гвардейская пушечная артиллерийская бригада действовали в составе 2-й гвардейской армии                                       |
| 01.12.1943 | 4-й Украинский фронт    | 51-я армия                                     | -                                 | 5-я гвардейская гаубичная артиллерийская бригада 114-я пушечная артиллерийская бригада 20-я гвардейская гаубичная артиллерийская бригада БМ 33-я миномётная бригада                                                                                               | 4-я гвардейская лёгкая артиллерийская бригада 6-я гвардейская пушечная артиллерийская бригада фронтового подчинения                                                             |
| 01.01.1944 | 4-й Украинский фронт    | 51-я армия                                     | -                                 | 5-я гвардейская гаубичная артиллерийская бригада 114-я пушечная артиллерийская бригада 20-я гвардейская гаубичная артиллерийская бригада БМ 33-я миномётная бригада                                                                                               | 4-я гвардейская лёгкая артиллерийская бригада 6-я гвардейская пушечная артиллерийская бригада действовали в составе 28-й армии                                                  |
| 01.02.1944 | 4-й Украинский фронт    | 51-я армия                                     | -                                 | 114-я пушечная артиллерийская бригада 20-я гвардейская гаубичная артиллерийская бригада БМ 33-я миномётная бригада | 4-я гвардейская лёгкая артиллерийская бригада 5-я гвардейская гаубичная артиллерийская бригада 6-я гвардейская пушечная артиллерийская бригада действовали в составе 28-й армии |
| 01.03.1944 | 4-й Украинский фронт    | 2-я гвардейская армия                          | -                                 | 4-я гвардейская лёгкая артиллерийская бригада 5-я гвардейская гаубичная артиллерийская бригада 114-я пушечная артиллерийская бригада 20-я гвардейская гаубичная артиллерийская бригада БМ 33-я миномётная бригада                                                 | 6-я гвардейская пушечная артиллерийская бригада действовала в составе 51-й армии                                                                                                |
| 01.04.1944 | 4-й Украинский фронт    | 2-я гвардейская армия                          | -                                 | 4-я гвардейская лёгкая артиллерийская бригада 5-я гвардейская гаубичная артиллерийская бригада 114-я пушечная артиллерийская бригада 20-я гвардейская гаубичная артиллерийская бригада БМ 33-я миномётная бригада                                                 | 6-я гвардейская пушечная артиллерийская бригада действовала в составе 51-й армии                                                                                                |
| 01.05.1944 | 4-й Украинский фронт    | 2-я гвардейская армия                          | -                                 | 4-я гвардейская лёгкая артиллерийская бригада 5-я гвардейская гаубичная артиллерийская бригада 6-я гвардейская пушечная артиллерийская бригада 114-я пушечная артиллерийская бригада 20-я гвардейская гаубичная артиллерийская бригада БМ 33-я миномётная бригада | - |
| 01.06.1944 | 3-й Белорусский фронт   | фронтового подчинения                          | 5-й артиллерийский корпус прорыва | 4-я гвардейская лёгкая артиллерийская бригада 5-я гвардейская гаубичная артиллерийская бригада 6-я гвардейская пушечная артиллерийская бригада 114-я пушечная артиллерийская бригада 20-я гвардейская гаубичная артиллерийская бригада БМ 33-я миномётная бригада | - |
| 01.07.1944 | 3-й Белорусский фронт   | фронтового подчинения                          | 5-й артиллерийский корпус прорыва | 4-я гвардейская лёгкая артиллерийская бригада 5-я гвардейская гаубичная артиллерийская бригада 6-я гвардейская пушечная артиллерийская бригада 114-я пушечная артиллерийская бригада 20-я гвардейская гаубичная артиллерийская бригада БМ 33-я миномётная бригада | - |
| 01.08.1944 | 3-й Белорусский фронт   | фронтового подчинения                          | 5-й артиллерийский корпус прорыва | 4-я гвардейская лёгкая артиллерийская бригада 5-я гвардейская гаубичная артиллерийская бригада 6-я гвардейская пушечная артиллерийская бригада 114-я пушечная артиллерийская бригада 20-я гвардейская гаубичная артиллерийская бригада БМ 33-я миномётная бригада | - |
| 01.09.1944 | 3-й Прибалтийский фронт | 1-я ударная армия                              | -                                 | 4-я гвардейская лёгкая артиллерийская бригада 5-я гвардейская гаубичная артиллерийская бригада 6-я гвардейская пушечная артиллерийская бригада 114-я пушечная артиллерийская бригада 20-я гвардейская гаубичная артиллерийская бригада БМ 33-я миномётная бригада | 202-я лёгкая артиллерийская бригада действовала в составе 3-го Белорусского фронта                                                                                              |
| 01.10.1944 | 3-й Белорусский фронт   | фронтового подчинения                          | 5-й артиллерийский корпус прорыва | 4-я гвардейская лёгкая артиллерийская бригада 5-я гвардейская гаубичная артиллерийская бригада 6-я гвардейская пушечная артиллерийская бригада 114-я пушечная артиллерийская бригада 20-я гвардейская гаубичная артиллерийская бригада БМ 33-я миномётная бригада | - |
| 01.11.1944 | 3-й Белорусский фронт   | фронтового подчинения                          | 5-й артиллерийский корпус прорыва | 4-я гвардейская лёгкая артиллерийская бригада 5-я гвардейская гаубичная артиллерийская бригада 6-я гвардейская пушечная артиллерийская бригада 114-я пушечная артиллерийская бригада 20-я гвардейская гаубичная артиллерийская бригада БМ 33-я миномётная бригада | - |
| 01.12.1944 | 3-й Белорусский фронт   | фронтового подчинения                          | -                                 | 6-я гвардейская пушечная артиллерийская бригада 114-я пушечная артиллерийская бригада 20-я гвардейская гаубичная артиллерийская бригада БМ 33-я миномётная бригада                                                                                                | 4-я гвардейская лёгкая артиллерийская бригада 5-я гвардейская гаубичная артиллерийская бригада действовали в составе 28-й армии                                                 |
| 01.01.1945 | 3-й Белорусский фронт   | фронтового подчинения                          | 5-й артиллерийский корпус прорыва | 4-я гвардейская лёгкая артиллерийская бригада 5-я гвардейская гаубичная артиллерийская бригада 6-я гвардейская пушечная артиллерийская бригада 114-я пушечная артиллерийская бригада 20-я гвардейская гаубичная артиллерийская бригада БМ 33-я миномётная бригада | - |
| 01.02.1945 | 3-й Белорусский фронт   | фронтового подчинения                          | 5-й артиллерийский корпус прорыва | 4-я гвардейская лёгкая артиллерийская бригада 5-я гвардейская гаубичная артиллерийская бригада 6-я гвардейская пушечная артиллерийская бригада 114-я пушечная артиллерийская бригада 20-я гвардейская гаубичная артиллерийская бригада БМ 33-я миномётная бригада | - |
| 01.03.1945 | 3-й Белорусский фронт   | Земландская группа войск фронтового подчинения | -                                 | 4-я гвардейская лёгкая артиллерийская бригада 5-я гвардейская гаубичная артиллерийская бригада 6-я гвардейская пушечная артиллерийская бригада 114-я пушечная артиллерийская бригада 20-я гвардейская гаубичная артиллерийская бригада БМ 33-я миномётная бригада | - |
| 01.04.1945 | 3-й Белорусский фронт   | подчинена Земландской группе войск             | -                                 | 4-я гвардейская лёгкая артиллерийская бригада 5-я гвардейская гаубичная артиллерийская бригада 6-я гвардейская пушечная артиллерийская бригада 114-я пушечная артиллерийская бригада 20-я гвардейская гаубичная артиллерийская бригада БМ 33-я миномётная бригада | - |
| 01.05.1945 | 3-й Белорусский фронт   | фронтового подчинения                          | -                                 | 4-я гвардейская лёгкая артиллерийская бригада 5-я гвардейская гаубичная артиллерийская бригада 6-я гвардейская пушечная артиллерийская бригада 114-я пушечная артиллерийская бригада 20-я гвардейская гаубичная артиллерийская бригада БМ 33-я миномётная бригада | - |

## Послевоенная история
После войны 2-я гвардейская артиллерийская Перекопская Краснознамённая ордена Суворова дивизия была выведена с территории Прибалтики в Ленинградский военный округ, город Пушкин. Состав её бригад после войны претерпел некоторые изменения, а также сменилась их нумерация — в 1946 году в её состав входили 5 бригад: оставшиеся в её составе со времен войны гвардейские 4-я лёгкая, в/ч 25756 (5 августа 1945 года переформированная в 42-ю гвардейскую тяжёлую миномётную), 5-я гаубичная и 6-я тяжёлая гаубичная, 19-я пушечная, а также переданные из 28-й артиллерийской дивизии 165-я гаубичная большой мощности и 39-я гвардейская миномётная. К началу 1960-х годов все эти бригады были или расформированы, или свёрнуты до уровня полков. В ноябре 1960 года на основе 19-й гвардейской пушечной артиллерийской бригады была сформирована 7-я ракетная инженерная бригада, в/ч 14245. В 1971 году 463-й гвардейский гаубичный артиллерийский полк переформирован в 463-й гвардейский реактивный артиллерийский полк. В 1974 году в состав дивизии вошли 315-й и 316-й (сформирован из 20-й гвардейской пушечной артиллерийской бригады) гвардейские тяжелые гаубичные артиллерийские полки, а в 1976 — 258-й противотанковый артиллерийский полк. В 1989 году 315-й гвардейский тяжёлый гаубичный артиллерийский полк был развёрнут в 287-ю гвардейскую тяжёлую гаубичную артиллерийскую бригаду, а разведывательный артиллерийский полк — расформирован. В 1991 году 316-й гвардейский тяжёлый гаубичный артиллерийский полк был развёрнут в 285-ю гвардейскую тяжёлую гаубичную артиллерийскую бригаду, а 458-й гвардейский пушечный артиллерийский полк — в 268-ю гвардейскую пушечную артиллерийскую бригаду.
- 5-я гвардейская гаубичная артиллерийская Севастопольская Краснознамённая бригада
- 6-я гвардейская пушечная артиллерийская Севастопольская бригада
- 42-я гвардейская тяжёлая миномётная Севастопольская Краснознамённая ордена Суворова бригада (до 23.07.1945 4-я бригада)
- 19-я гвардейская пушечная артиллерийская Режицкая бригада
- 165-я гаубичная бригад большой мощности
- 39-я гвардейская миномётная бригада

- 457-й гвардейский гаубичный артиллерийский полк (сформирован из 5-й бригады)
- 458-й гвардейский пушечный артиллерийский полк (сформирован из 6-й бригады)
- 463-й гвардейский гаубичный артиллерийский полк (сформирован из 42-й бригады)
- разведывательный артиллерийский дивизион

- 315-й гвардейский тяжёлый гаубичный артиллерийский полк, в/ч 51533 (Павловск)
- 316-й гвардейский тяжёлый гаубичный артиллерийский полк, в/ч 93573 (Павловск)
- 457-й гвардейский гаубичный артиллерийский полк, в/ч 24451 (Пушкин)
- 458-й гвардейский пушечный артиллерийский полк, в/ч 17404 (Павловск)
- 463-й гвардейский реактивный артиллерийский полк, в/ч 25756 (Пушкин)
- 258-й противотанковый артиллерийский полк, в/ч 11209 (Павловск)
- разведывательный артиллерийский полк, в/ч 96226 (Павловск)

- Управление дивизии, в/ч 25780 (Пушкин)
  - 1 — Р-145БМ
- 287-я гвардейская тяжёлая гаубичная артиллерийская бригада, в/ч 51533 (Павловск)
  - 48 — Д-20; 1 — Р-145БМ
- 316-й гвардейский тяжёлый гаубичный артиллерийский полк, в/ч 93573 (Павловск)
  - 48 — Д-20; 3 — ПРП-3, 1 — Р-145БМ, 60 — МТ-ЛБТ
- 457-й гвардейский гаубичный артиллерийский полк, в/ч 24451 (Пушкин)
  - 48 — Д-30; 12 — 1В18, 4 — 1В19, 5 — ПРП-4, 1 — Р-145БМ
- 458-й гвардейский пушечный артиллерийский полк, в/ч 17404 (Павловск)
  - 48 — 2А36 «Гиацинт-Б»
- 463-й гвардейский реактивный артиллерийский полк, в/ч 25756 (Пушкин)
  - 48 — 9П149 «Ураган»; 1 — ПРП-3, 1 — Р-145БМ
- 258-й противотанковый артиллерийский полк, в/ч 11209 (Павловск)
  - 104 — МТ-ЛБТ; 1 — ПРП-3, 5 — Р-145БМ (не включая противотанковое вооружение)[8]

- Управление дивизии, в/ч 25780 (Пушкин)
- 287-я гвардейская тяжёлая гаубичная артиллерийская бригада, в/ч 51533 (Павловск)
- 285-я гаубичная артиллерийская бригада, в/ч 93573 (Токсово)
- 268-я гвардейская пушечная артиллерийская бригада, в/ч 17404 (Павловск)
- 457-й гвардейский гаубичный артиллерийский полк, в/ч 24451 (Пушкин)
- 463-й гвардейский реактивный артиллерийский полк, в/ч 25756 (Пушкин)
- 258-й противотанковый артиллерийский полк, в/ч 11209 (Павловск)[1]

В 1993 году дивизия была расформирована, а её боевое знамя, исторический формуляр, почётные наименования и награды были переданы 34-й артиллерийской дивизии.

## Командование дивизии

### Командиры
- Игнатов, Николай Васильевич (01.03.1943 — 28.04.1943), гвардии генерал-майор артиллерии;
- Алексеев, Леонид Николаевич (30.04.1943 — 01.05.1944), гвардии полковник, гвардии генерал-майор артиллерии;
- Кобзев, Владимир Иванович (02.05.1944 — 04.06.1944), гвардии полковник;
- Яковлев Иван Алексеевич (05.06.1944 — 12.1945), гвардии генерал-майор артиллерии[9][10][11];
- Ярёменко, Павел Петрович (1957 — 06.01.1971), гвардии полковник, гвардии генерал-майор артиллерии;
- Дереновский, Ефим Владимирович (1971—1974), гвардии генерал-майор артиллерии
- Каратуев, Михаил Иванович (03.1984 — ?), гвардии генерал-майор
- Чибирев Виктор Александрович, гвардии генерал-лейтенант

### Заместители командира по политической части
- Хольц, Александр Александрович (01.03.1943 — 16.06.1943), гвардии подполковник;
- Тарасов, Павел Андреевич (16.06.1943 — 21.04.1945), гвардии подполковник, с 22.11.1943 полковник;
- Новичков, Яков Григорьевич (21.04.1945 — 03.01.1948), гвардии полковник[12]

### Начальники штаба
- Меленков, Иннокентий Григорьевич (1943—1944), гвардии подполковник;
- Вещунов, Владимир Родионович (1944 — 09.1945), гвардии подполковник;
- Каратуев, Михаил Иванович (1981 — 03.1984), гвардии подполковник

## Награды и наименования
| Награда (наименование)              | Дата                                                                           | За что получена |
| ----------------------------------- | ------------------------------------------------------------------------------ | --- |
| Почётное звание «Гвардейская»       | присвоено приказом Народного комиссара обороны СССР № 101 от 1 марта 1943 года | за проявленную отвагу в боях за Отечество с немецкими захватчиками, за стойкость, мужество, дисциплину и организованность, за героизм личного состава (в боях за город Сталинград)                                                                                             |
| почётное наименование «Перекопская» | присвоено приказом Верховного главнокомандующего № 0102 от 24 апреля 1944 года | за отличия в боях при прорыве сильно укрепленной обороны противника на Перекопском перешейке и в озёрных дефиле на южном побережье Сиваша |
| Орден Красного Знамени              | награждена указом Президиума Верховного Совета СССР от 2 июля 1944 года        | за образцовое выполнение заданий командования в боях по прорыву обороны Витебского укреплённого района немцев южнее города Витебска и на Оршанском направлении севернее реки Днепра, а также за овладение городом Витебск, проявленные при этом геройство, доблесть и мужество |
| Орден Суворова II степени           | награждена указом Президиума Верховного Совета СССР от 31 октября 1944 года    | за образцовое выполнение заданий командования в боях с немецкими захватчиками при прорыве обороны немцев, за овладение городом Валга и проявленные при этом доблесть и мужество                                                                                                |

## Память

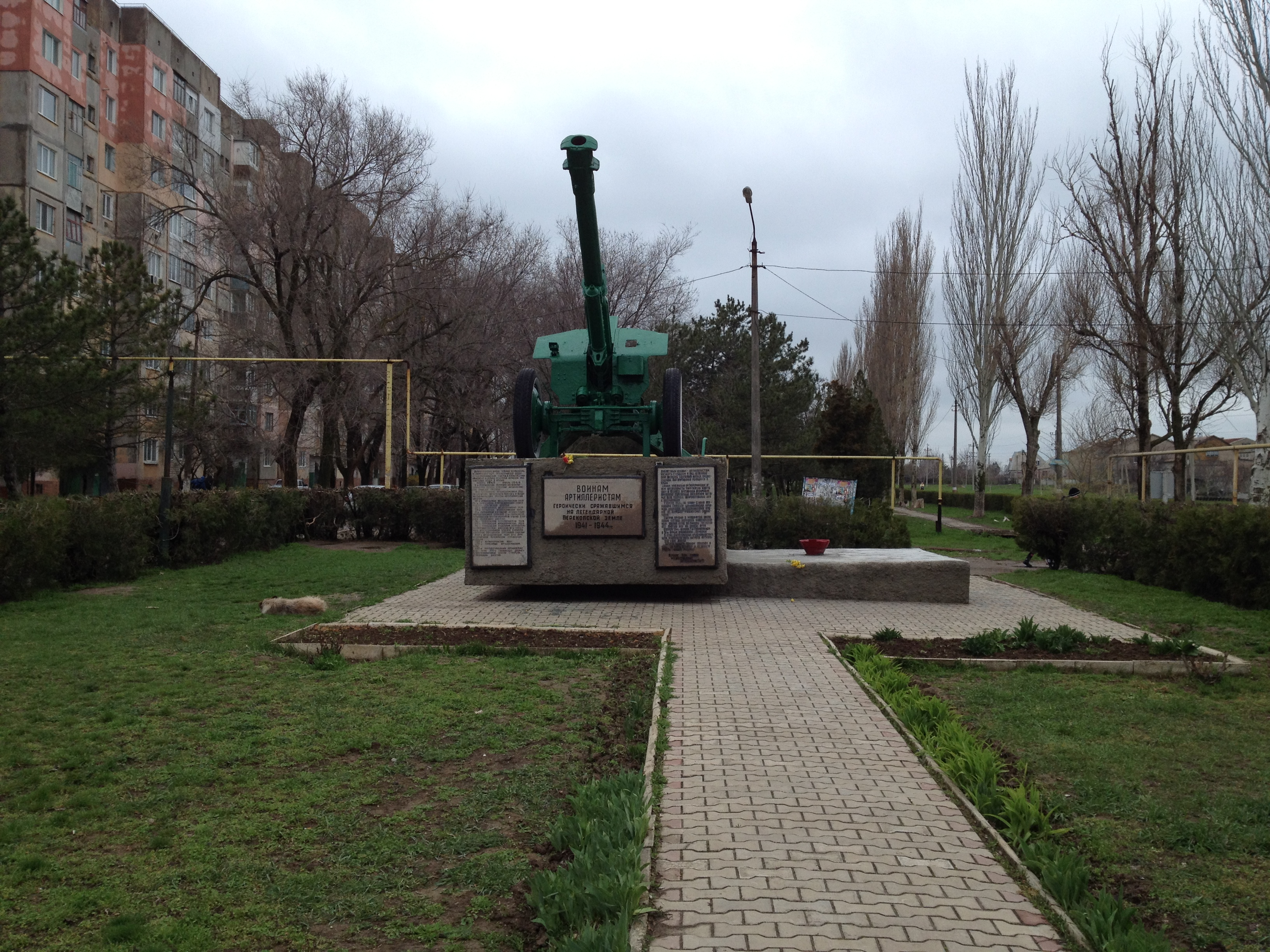
Памятный знак в честь воинов-артиллеристов (гаубица), Армянск Текст: Артиллерийская пушка-гаубица была установлена в г. Армянске в честь артиллерийских соединений, которые принимали участие в освобождении Армянска в период разгрома немецко-фашистских войск в Крыму (ноябрь 1943 — апрель 1944 гг.): … 2-я гвардейская Перекопская Краснознаменная ордена Суворова артиллерийская дивизия прорыва…

9 апреля 1975 года в средней школе № 18 (ныне лицей № 18) Калининграда открыт музей боевой славы 2-й гвардейской Перекопской Краснознамённой ордена Суворова артиллерийской дивизии прорыва Резерва Верховного Главного командования и 126-й Горловской дважды Краснознамённой ордена Суворова стрелковой дивизии.
Памятник героям Перекопа — памятный знак, установленный в Москве на Перекопской улице неподалёку от пересечения с Севастопольским проспектом 15 ноября 1972 года. На противоположной стороне памятника перечислены дивизии, участвовавшие в сражениях за перекоп в 1920 и 1944 годах.
В 1986 году на пересечении улиц Гайдара и Магдесяна города Армянска, в честь воинов артиллеристов героически сражавшихся на перекопской земле в 1941—1944 гг., была установлена гаубица.